# Sportpark Hazelaarweg
Sportpark Hazelaarweg is een sportpark in Rotterdam-Schiebroek. Op sportpark Hazelaarweg worden diverse sporten beoefend, zoals voetbal, cricket, hockey, paardensport, jeu de boules en hondenrennen. Tevens herbergt het sportpark een volkstuinvereniging, schietvereniging, scouting honk, calisthenics park, skatepark en voetbalkooi. In de directe omgeving zijn mogelijkheden voor tennis, handbal en korfbal.
Sportpark Hazelaarweg is gelegen aan de noordrand van Rotterdam. Het sportpark ligt te midden van de woonwijken Schiebroek, Hillegersberg en 110-morgen. Ten westen van het sportpark ligt het Schiebroekse park.

## Geschiedenis
Vanaf 1962 werd het gebied rond de Hazelaarweg toegewezen aan verenigingen die werden verplaatst in verband met het contourenbeleid rond Vliegveld Zestienhoven. De eerste was volkstuinvereniging 'Lusthof'. In 1963 kon de christelijke sportvereniging 'Unicum' verhuizen naar een terrein aan de Hazelaarweg. De vereniging was afkomstig van Sportpark Laag Zestienhoven waar ze niet beschikte over een eigen terrein. Ook de 'VV Schiebroek', tot dan toe gevestigd aan de Hoge Limiet, kreeg een nieuw terrein aan Hazelaarweg. Hiermee was Sportpark Hazelaarweg een feit. In de jaren 1980 volgden jeu de boules vereniging 'JBC Maasstad' en rijvereniging 'De Hazelaar'. Een jaar later verhuisde de vv Schiebroek vanwege een fusie en werd dat terrein geschikt gemaakt voor windhondenrennen van 'Windhonden Renvereniging Zuid-Holland' die daarvoor gevestigd was in Zestienhoven.
Halverwege de jaren 1990 werd het sportcomplex van Unicum gerenoveerd om in het vervolg bespeeld te worden door de nieuwe fusievereniging RVV Schiebroek '94, later Neptunus-Schiebroek. In 1999 werd duidelijk dat de verenigingen Hockeyclub Rotterdam en V.O.C. vanwege de aanleg van de Hogesnelheidslijn Schiphol - Antwerpen naar Sportpark Hazelaarweg zouden verhuizen. Op het sportpark kwam een hockeystadion met een capaciteit van 3.500 toeschouwers. De uitbreiding werd op 14 oktober 2001 geopend door burgemeester Ivo Opstelten en staatssecretaris van VWS Margo Vliegenthart. Bij die gelegenheid werd een mannen hockey-interland tussen Nederland en België gespeeld.
Sportpark Hazelaarweg geniet internationale bekendheid. In november 2001 en in 2008 werd in het hockeystadion de Champions Trophy gespeeld. In 2005 werd het Wereldkampioenschap junioren (onder 22) jaar gespeeld op het terrein. In 2008 en 2009 werden de finales van Euro Hockey League gespeeld in het stadion. In juni 2013 was het stadion decor van de halve finale-wedstrijden bij zowel de mannen als de vrouwen van de World League hockey.
In de zomer van 2020 werden op de terreinen van V.O.C. en Neptunus-Schiebroek kunstgrasvelden aangelegd.

## Verenigingen

### Neptunus-Schiebroek
Voetbalvereniging Neptunus-Schiebroek is ontstaan uit meerdere verenigingen die (bijna) allemaal hun oorsprong hebben in Schiebroek en het gebied rondom Sportpark Hazelaarweg. cs Unicum en vv Schiebroek waren de eerste bespelers van het sportpark. Tussen 1968 en 1977 was D.E.S.V. inwonend bij Unicum. Na 1977 kreeg D.E.S.V. een eigen sportcomplex aan de Weegbreestraat in het Westen van Schiebroek. Doordat vv Schiebroek in 1987 een fusie aanging met D.E.S.V. ging de nieuwe vereniging (DESV-Schiebroek) spelen aan de Weegbreestraat. In de jaren 90 was ook S.I.O.D. inwonend bij Unicum, omdat deze vereniging hun complex aan de Teugeweg bij de Wilgenplas moest verlaten door voorbereidingen van de aanleg van de HSL. Deze 3 verenigingen (DESV-Schiebroek, SIOD en Unicum) fuseerden in 1994 tot RVV Schiebroek'94. Na een jaar aan de Weegbreestraat (door renovatie van het terrein aan de Hazelaarweg) werd deze vereniging de vaste bespeler van sportpark Hazelaarweg. Na de laatste fusie in 2011 met het uit het westen van Rotterdam komende Neptunus (dat van 1919 tot 1926 al in Schiebroek speelde) werd de naam gewijzigd naar Neptunus-Schiebroek. De vereniging heeft in de loop der jaren het complex flink uitgebreid. In de tijd van Schiebroek'94 werd het eerste kunstgrasveld aangelegd en de kleedkamers tot twee keer toe uitgebreid. Na 2011 volgde een tribune, verdere verfraaiingen en in 2020 de aanleg van 2 nieuwe kunstgrasvelden (waarvan een vervanging). De vereniging beschikt nu over 2 kunstgrasvelden en één natuurgrasveld.

### J.B.C. Maasstad
Jeu de Boules Club Maasstad is op 5 februari 1986 opgericht en heeft momenteel ongeveer 60 leden. De vereniging is aangesloten bij de NJBB (Nederlandse Jeu de Boules Bond). De vereniging beschikt, naast een eigen clubhuis en terras, over een verwarmd Boulodrome voorzien van een unieke muurbeschildering. Onder alle weersomstandigheden kan op 10 banen worden gespeeld.

### Rijvereniging 'De Hazelaar'
Rijvereniging 'De Hazelaar' is in 1986 ontstaan toen de daarvoor bestaande stichting verhuisde aan een eigen plek op Sportpark Hazelaarweg. Paardrijden helpt kinderen met een motorische beperking een betere balans ontwikkelen. Dat was de gedachte van medewerkers van het toenmalige kinderrevalidatiecentrum in Hillegersberg. Zij zorgden ervoor in 1976, dat de Stichting Pony en Paardrijden Gehandicapten Rotterdam (SPPGR) werd opgericht, de voorloper van “De Hazelaar”. Zij vond in eerste instantie gastvrijheid bij de Schieruiters. De belangstelling, maar ook het therapeutisch effect op de ruiters was zo groot dat de Stichting onderdak heeft gezocht bij de Rotterdamsche Manege. Missie: Ruitersport voor valide én mindervalide ruiters, zodat iedereen samen op bijzondere wijze kan genieten van paarden en paardrijden.

### W.R.Z.
De Windhonden Renvereniging Zuid Holland (WRZ) is ontstaan uit de fusie op 21 december 2010 van de Zuid–Hollandse Windhonden Renvereniging (ZHWRV) en de Windhonden Renvereniging Rotterdam (WRR). De eerste renbaan van de WRR, opgericht 3 september 1944, lag aan de Abraham van Stolkweg. Gelopen werd er in hoofdzaak met whippets. Whippets veelal uit Belgische afstamming. Bekend was o.a. Victorious Mary. In combinatie met Abel Hazenvanger leverde dit Fiorenz op. Fiorenz was de vader van de stamvader van veel whippets: “Caspar van Us Honk”. Engelse import honden werden later ook gebruikt. De WRR verhuisde naar een terrein op Zestienhoven, de Overschiese Kleiweg / Terletweg. Op deze locatie, tussen de volkstuinen, werd er ook veel meer met greyhounds gelopen o.a. van de kennel Kepo’s. Bekend waren ook de afghanen, later whippets van de kennel Chandhara en de whippets van the Rapid Dogs. Vervolgens verhuisde de WRR naar de nu bekende locatie aan de Hazelaarweg.

### HC Rotterdam
HC Rotterdam, HCR of Hockeyclub Rotterdam, is met ongeveer 2500 leden na Kampong en HC Oranje-Rood de derde grootste hockeyclub van Nederland. De heren komen uit op het hoogste niveau en de dames op het op een na hoogste niveau. Tevens is het de succesvolste hockeyclub van Rotterdam. Doordat in 1999 werd beslist dat de HSL-spoorlijn dwars door het toenmalige terrein van HC Rotterdam aan de Beekweg (Sportcomplex Laag Zestienhoven) moest lopen, werd een verhuizing als noodzakelijk gezien. Op 12 oktober 2000 omstreeks 15.00 uur werd de eerste paal geslagen en op 14 oktober een jaar later werd Sportpark Hazelaarweg in Rotterdam-Schiebroek geopend. HCR heeft sindsdien de beschikking over een eigen hockeystadion ( Schouten Zekerheid Stadion  met een maximale capaciteit van 10.000. Daarnaast telt de club drie water- en vier zandingestrooide kunstgrasvelden. Tussen 2001 en 2011 speelde tevens HC Aeolus als satellietclub ook op het complex.

### V.O.C.
De Volharding Olympia Combinatie is (aan de Hazelaarweg uitgegroeid tot) de grootste Rotterdamse Voetbalvereniging. De club ontstaan in 1904 uit een fusie tussen Volharding en Olympia. Bij VOC worden twee sporten beoefend. In de wintermaanden (september tot en met april) is dit voetbal en in de zomermaanden (mei tot en met augustus) cricket. Doordat in 1999 werd beslist dat de HSL-spoorlijn dwars door het toenmalige terrein van VOC aan de Overschiese Kleiweg (Sportpark Laag Zestienhoven) moest lopen, werd een verhuizing als noodzakelijk gezien. Op het terrein werd de eerste paal voor het clubhuis geslagen door ere-voorzitter Marten Castelein op 17 oktober 2002. VOC verhuisde uiteindelijk op 4 oktober 2003 officieel naar Sportpark Hazelaarweg. Sinds 1 september 2003 is tevens de VOC-sporthal in gebruik. Met een bruikbaar vloeroppervlak van 389 m² (32,40 m lang en 12 m breed) is de hal voor vele doeleinden te gebruiken. In eerste instantie is de hal gebruiksklaar gemaakt voor indoor crickettrainingen. Alle gebruikers van de hal (inclusief de nationale en internationale toppers) zijn tot nu toe zeer tevreden. De hal, wanneer cricket-klaar, bestaat uit 3 netten met een fantastische batting ondergrond. Bij een hallengte van 32,40 m is er een flinke ruimte voor de aanloop van de bowler. Daarnaast is er de mogelijkheid om gebruik te maken van een BOLA bowlingmachine. Het hoofdvoetbalveld en de velden I en II (’s zomers respectievelijk het tweede en het eerste cricketveld) werden gevestigd op de eigen grond, zo ook het clubhuis, de hal en het parkeerterrein. De voetbalvelden III en IV (’s zomers cricketveld drie) werden gevestigd op de gemeentegrond en zijn uitgevoerd als WETRA-velden. Deze benaming staat voor ‘’wedstrijd-training’’ en dit betekent dat deze velden een intensievere belasting voor het voetbal mogelijk maken, onder meer door een versnelde afwatering. Het is dan ook niet toevallig dat juist deze velden voorzien zijn van lichtmasten. Bij de inrichting van de velden is rekening gehouden met een oude wens om het eerste voetbalveld en het eerste cricketveld van elkaar gescheiden te houden. Zodoende is er bij een sporadische overlapping van de sportseizoenen geen verdere noodzaak om uit te moeten wijken naar andere locaties. Ook kunnen er nu in de aanloop van het seizoen oefenwedstrijden op eigen bodem afgewerkt worden. In 2011 werd het hoofdgrasveld vervangen door kunstgras en in 2020 werden de WETRA-velden vervangen door nieuwe kunstgrasvelden.

## Overige faciliteiten
Op Sportpark Hazelaarweg bevinden zich ook de volgende (sport) faciliteiten:
- Volkstuinvereniging Lusthof
- Schietvereniging De Postschutters '63
- John F. Colheart Scouting honk
- Voetbalkooi
- Skatepark
- Calisthenics Park (outdoor fitness, bootcamp workout, obstacle races, personel fitness training)

## Directe omgeving
Hazelaarweg
Begin 2021 starten de werkzaamheden voor een gloednieuw complex genaamd Onderwijs & Revalidatie Centrum (ORC) de Hazelaar. Het centrum biedt onderdak aan Mytylschool De Brug, de Tyltylschool en Rijndam Revalidatie.
Abeelweg
- Korfbal vereniging CKV N.I.O. | Sinds 1984 is de thuisbasis aan de Abeelweg no. 233 in Rotterdam-Schiebroek waar naast ruime kleedaccommodaties ook een gezellige eigen kantine staat.
- Handbal vereniging RHV De Meeuwen | De Meeuwen is handbal en is al meer dan 70 jaar een twee eenheid.
- Montessorischool Tuinstad Schiebroek | Montessorischool Tuinstad biedt onderwijs voor alle kinderen, waarbij individuele aandacht, plezier in het leren en een goed pedagogisch klimaat centraal staan.

Schiebroeksepark
- Schiebroeksepark | Het huidige park is veel natuurlijker aangelegd dan vroeger. Er zijn bijvoorbeeld ‘takkenrillen’ te vinden, waar snoeihout wordt neergelegd, zodat het in de natuur blijft. Verder zijn de oevers en de beplanting aangepast. Om de natuurlijke structuur te behouden, zijn er bovendien Schotse Hooglanders geïntroduceerd.
- Pluktuin Natuurtalent | Natuurtalent de achtertuin van de wijk, met verschillende pluktuinen en stadslandbouw activiteiten. Er is plek voor activering, dagbesteding, praktijkstages, recreatie en vrijwilligerswerk. Hiermee ontstaat er op Natuurtalent een unieke mix van bezoekers, vrijwilligers, mensen met een beperking en mensen met een afstand tot de arbeidsmarkt.
- Gedenkbos Schiebroeksepark | Het Gedenkbos is gelegen in een deel van het Schiebroekse Park. De Stichting Gedenkbos Schiebroekse Park zet zich in om, met behulp van sponsors, de aanplant van bomen mogelijk te maken. Bewoners van Schiebroek en/of mensen die een boom willen planten voor een dierbare voor wie Schiebroek veel betekende, worden zo in staat gesteld om voor een redelijk bedrag een boom te planten.
- Obelisk - Tjalling | In de berm van de Berberisweg staat als een vrolijk baken deze sculptuur van kunstenaar Tjalling Idenburg. In tegenstelling tot het stevige materiaal wat Idenburg gebruikt heeft, heeft het kunstwerk een vrolijke kleur, die contrasteert met de groene omgeving. Het beeld heeft de vorm van een obelisk, maar dan met een golvende punt.

Hoge Limiet
- Volkstuinvereniging Ons Genoegen | Na meerdere verhuizingen kreeg "Ons Genoegen" begin 1961 te horen dat er voor hun aan de Hoge Limiet een eigen terrein zou komen aan de Hoge Limiet. Het nieuwe complex bevatte volgens de tekening 98 tuinen. Slechts 76 tuinen waren aangelegd, omdat er nog 3 boerenhofsteden op de aan hen toegewezen grond stonden. Voor de overige 22 tuinen moest men wachten tot deze boerderijen waren afgebroken. Tot nog toe, 2021, staan deze boerderijen er nog.
- Scouting Klaas Kitten Groep | Scoutinggroep vernoemd naar Klaas van Kieten, een reus uit de 13e eeuw van 2 meter 69.

Voorheen speelde voetbalvereniging vv Schiebroek aan de Hoge Limiet en was er een particulier tennispark.
Lage Limiet
- Volkstuinvereniging A.T.V. Terbregge | In 1999 moest de volkstuinenvereniging noodgedwongen verhuizen naar de Lage Limiet. Vanaf 2018 moest een deel van de volkstuinen verdwijnen voor de aanleg van de nieuwe A16, hiervoor kreeg de vereniging wel extra grond voor nieuwe huisjes.

Wilgenplaspark / Weegbreestraat / Wilgenplasplein
- Tennis vereniging TOEG | Begin 2000 kreeg TOEG de mededeling over de ontwikkeling van de Hoge Snelheidslijn: TOEG moest weer verhuizen. Veelvuldig overleg met de gemeente over nieuwe huisvesting volgde. Als alternatief kreeg TOEG de beschikking over het tennispark aan de Weegbreestraat 14 in Schiebroek (het voormalige terrein van DESV/Schiebroek). Op de nieuwe locatie werd weer met grote inzet van vrijwilligers gewerkt aan de bouw van een gezellig clubhuis. Het park telde zeven kushion court banen met kunstlicht, waarop het hele jaar kon worden gespeeld. Op 20 augustus 2002 werd het park officieel geopend.
- Speeltuin Wilgenplaspark | Heerlijk stukje speeltuin waar een kind lekker kan klauteren, glijden en schommelen.
- Sociëteit Konneksjun | Op 17 oktober 1992 opende Konneksjun de deuren van een nieuwe soosruimte aan het Wilgenplasplein. Het gebouw werd in de jaren 1999, 2003, 2012 en 2019 meermaals gerenoveerd.